# Кадишевка (Павловський район)
Кадишевка (рос. Кадышевка) — село в Павловському районі Ульяновської області Російської Федерації.
Населення становить 292 особи. Входить до складу муніципального утворення Павловське міське поселення.

## Історія
Від 2004 року входить до складу муніципального утворення Павловське міське поселення.

## Населення
| 2010 |
| ---- |
| 292  |